# Dendrilla elegans
Dendrilla elegans är en svampdjursart som beskrevs av Lendenfeld 1888. Dendrilla elegans ingår i släktet Dendrilla och familjen Darwinellidae.
Artens utbredningsområde är havet kring Australien. Inga underarter finns listade i Catalogue of Life.